# Collessia nigripennis
Collessia nigripennis är en tvåvingeart som beskrevs av Toyohi Okada 1988. Collessia nigripennis ingår i släktet Collessia och familjen daggflugor.
Artens utbredningsområde är Sri Lanka. Inga underarter finns listade i Catalogue of Life.